# 维也纳新城郊区教堂
维也纳新城郊区教堂（Vorstadtkirche hl. Leopold）是一座罗马天主教教堂，为维也纳新城主教座堂的分堂，位于维也纳大街61号。该堂原为耶稣会教堂，直至1773年取缔耶稣会。该堂称为“郊区教堂”，是因为地处城门前，维也纳大街(Wiener Straße)的弯曲处。
耶稣会教堂建于1737年至1743年，位于城门前，毗邻耶稣会学院，晚期巴洛克风格,两者通过上层走廊相连。教堂的西面是巴洛克花园。1735年去世的陆军元帅弗兰兹·利奥波德·冯·祖格伯格用遗产资助了这座建筑。该堂于1745年祝圣。1773年耶稣会解散后，该堂于1791年改为堂区教堂。原耶稣会学院与教堂相连，从1783年到1903年是一所军事医院，教堂作为医院教堂，从1904年到1990年是维也纳新城博物馆（Stadtmuseum Wiener Neustadt），自1992年以来是维也纳新城档案馆（Stadtarchiv Wiener Neustadt）。